# Hungry Heart (manga)
Hungry Heart (ハングリーハート?, Hangurī Hāto) è un manga giapponese scritto e disegnato da Yōichi Takahashi, già autore di Capitan Tsubasa; il primo numero fu pubblicato il 24 gennaio 2002, mentre l'ultimo il 10 febbraio 2005.
In seguito al successo del manga, venne prodotta una serie animata da cinquantadue episodi, trasmessa dall'11 settembre 2002 al 10 settembre 2003 su Animax; in Italia andò invece in onda dal 1º dicembre 2003 al 21 gennaio 2004 su Italian Teen Television con il titolo di La squadra del cuore.

## Trama
Kyosuke Kano è un ragazzo dal carattere ribelle e impulsivo, fratello minore del celebre calciatore del Milan Seisuke Kano, il quale gli trasmette la passione per il gioco del calcio. In realtà, nel corso della serie, Kyosuke scopre di essere stato adottato in seguito alla morte dei suoi genitori biologici in un incidente stradale quando aveva appena un anno, e che il suo padre biologico, Keisuke Narumi, era un promettente attaccante. Stanco di subire continui paragoni con il celebre fratello calciatore professionista, Kyosuke decide di smettere di giocare a calcio, si tinge i capelli di arancione e diventa un teppista.
Successivamente si riavvicina al calcio, allenando dapprima il club femminile dell'istituto Joyo Akanegaoka e poi riprendendo a giocare iscrivendosi al club maschile dello stesso istituto. Suoi compagni di squadra sono il centrocampista brasiliano Rodrigo e il portiere di origine inglese Koji Jefferson Sakai, con i quali costituisce un promettente ma discontinuo trio di matricole che aspira dapprima a conquistare il posto da titolare e poi a vincere il campionato regionale battendo il Kokuryo, la squadra più forte della regione. Tuttavia Kyosuke lascia temporaneamente la squadra, non accettando la decisione dell'allenatore di costringerlo a giocare fuori ruolo in difesa invece che in attacco, anche se poi i suoi compagni riescono a farlo tornare sui propri passi. Non appena inizia il campionato, tuttavia, torna a giocare in attacco per decisione dell'allenatore, il cui vero scopo era semplicemente quello di rendere Kyosuke un calciatore più completo, in grado di rendersi utile anche nella fase difensiva.
Il Joyo Akanegaoka, grazie ai dribbling di Rodrigo, alle parate di Sakai e ai gol di Kyosuke, arriva in finale del torneo regionale dove però viene sconfitto dal Kokuryo (il risultato differisce tra manga e anime). L'anno successivo la squadra, allenandosi duramente, migliora e questa volta riesce a battere il Kokuryo nella finale del campionato regionale qualificandosi alla fase nazionale.
A questo punto la storia del manga si conclude lasciando a un capitolo di "epilogo" il compito di riassumere gli avvenimenti successivi, trattati invece nel dettaglio (con qualche differenza) nell'anime. Al campionato nazionale il Joyo viene eliminato dal Tenryu Gakuen. L'anno dopo però, almeno nel manga, si prende la rivincita battendo proprio il Tenryu in finale e vincendo il campionato nazionale (invece nell'anime viene eliminato di nuovo dal Tenryu). Rodrigo, Sakai e Kyosuke vengono convocati nella nazionale juniores nipponica per giocare delle partite in Europa e Kyosuke viene notato da dei talent scout dell'Ajax che decide così di acquistarlo. Così Kyosuke diventa titolare di un club prestigioso e può partecipare alla Champions League dove affronta tra gli altri il Milan dove gioca il fratello Seisuke.

## Personaggi

Rodrigo, Kyosuke e Sakai nell'anime

Kyosuke Kano (叶恭介?, Kanō Kyōsuke, Roy Kanou nell'anime)
Doppiato da: Kōsuke Toriumi (ed. giapponese), Corrado Conforti (ed. italiana)
Soprannominato scherzosamente "testa arancione" da alcuni suoi amici; Kyōsuke impara a giocare a calcio grazie al suo illustre fratello maggiore Seisuke, centrocampista del Milan. Dopo la partenza di Seisuke, Kyosuke perde gradualmente interesse nel calcio ma riscopre la sua passione per esso dopo aver incontrato Miki. Inizialmente diventa l'allenatore della squadra femminile del Jyoyō, dove gioca Miki, poi a causa della determinazione mostrata dalle ragazze, specialmente da Miki, si riappassiona al calcio e si iscrive al club di calcio maschile della scuola Jyoyō diventando il bomber della squadra. Le sue capacità calcistiche diverranno tali che verrà acquistato dall'Ajax, lasciando così la Jyoyō.
Miki Tsujiwaki (辻脇美紀?, Tsujiwaki Miki)
Doppiata da: Natsuki Katō (ed. giapponese), Federica De Bortoli (ed. italiana)
È l'amica del cuore di Kyōsuke e il capitano della squadra femminile del Jyoyō. Convince Kyosuke a diventare l'allenatore della squadra e lo aiuta a capire che lui ama ancora il calcio, facendolo entrare nella squadra maschile di Jyoyō Akanegaoka. In seguito Kyosuke si innamora, ricambiato, di lei.
Rodrigo (ロドリゴ?, Rodorigo)
Doppiato da: Katashi Ishizuka (ed. giapponese), Alessandro Quarta (ed. italiana)
Studente brasiliano regista del Jyoyo. Molte squadre di J-League sono interessate a lui. Nell'anno in cui Rodrigo è matricola non va d'accordo con Ichikawa che non sopporta il fatto che, nonostante Rodrigo sia un centrocampista, invece di impostare il gioco e passare la palla pensi solo a fare gol facendo tutto da solo, le cose cambiano quando Rodrigo decide di giocare davvero come regista e scopre quanto possa essere più utile alla squadra e anche al suo gioco in quel ruolo. Nell'anime è palesemente impressionato dall'esperienza del mister Murakami che riesce a fare cose che per lui sono ancora impossibili, come prendere la posizione perfetta in ogni azione ancora prima che questa venga impostata o riuscire a passare palla ad un compagno che non riesce nemmeno a vedere intuendo il suo movimento solo con il pensiero.
Kōji Jefferson Sakai (境ジェファーソン公司?, Sakai Jefāson Kōji, Kouji Jefferson Sakai nell'anime)
Doppiato da: Masaya Takatsuka (ed. giapponese), Davide Lepore (ed. italiana)
È il portiere del Jyoyō. Ha molto successo con le ragazze e ha molte ammiratrici.
Gohzo Kamata (釜田豪三?, Kamata Kōzō)
Doppiato da: Kenji Nomura (ed. giapponese), Fabrizio Vidale (ed. italiana)
Soprannominato "sergente Chin" nell'anime, difensore roccioso della Jyoyo. Ha giocato come attaccante nella Junior High.
Toshiya Sako (佐古俊也?, Sako Toshiya)
Doppiato da: Yoshikazu Nagano (ed. giapponese), Francesco Pezzulli (ed. italiana)
Capitano e centrocampista dello Jyoyo al primo e secondo anno.
Hiroshi Ichikawa (一河ヒロシ?, Ichigawa Hiroshi)
Doppiato da: Hiroyuki Yoshino (ed. giapponese), Marco Baroni (ed. italiana)
È l'ala sinistra. Al primo anno si scontra più volte con Rodrigo in quanto non sopporta il suo fare individualista ed è convinto che la chiave della vittoria sia il gioco di squadra. Alla fine del secondo anno è nominato il vice-capitano al posto di Kamata. Quando vede Rodrigo passare è sempre dietro a parlare di lui.
Masashi Esaka (江坂マサシ?, Esaka Masashi)
Doppiato da: Yoshirou Matsumoto (ed. giapponese), Marco Vivio (ed. italiana)
Centrocampista. Viene chiamato Ōsaka da Kyōsuke. Alla fine del secondo anno Sako lo nomina capitano.
Yūya Kiba (木場優也?, Kiba Yūya)
Doppiato da: Kenichi Suzumura (ed. giapponese)
Attaccante. Appare solo nell'anime. Nel secondo anno è il rivale di Kyōsuke. Si innamora anche lui di Miki. Prova gelosia nei confronti di Kyōsuke sia per il talento, che per il legame con Miki.
Kazuo Murakami (村上監督?, Murakami Kazuo)
Doppiato da: Takashi Matsuyama (ed. giapponese), Loris Loddi (ed. italiana)
Allenatore della squadra maschile del Jyōyo. In precedenza giocò come attaccante nella nazionale nipponica. Gli piace molto pescare e fumare. Viene soprannominato da Kyosuke "allenatore barbuto".
Kazuto Mori (森一人?, Mori Kazuto)
Doppiato da: Yōko Ogai (ed. giapponese), Fabrizio De Flaviis (ed. italiana)
Il manager del Jyōyo. Un tempo giocava a calcio alle medie, ma per via di un infortunio dovette smettere di giocare a calcio. Nonostante questo, ama ancora il calcio con passione. Dopo aver visto la potenza del calcio di Kyosuke, lui, insieme a Miki, lo costringe a unirsi al club.
Kaori Doumoto (堂本香織?, Dōmoto Kaori)
Doppiata da: Kae Araki (ed. giapponese)
La nutrizionista del Jyōyo. È innamorata di Seisuke.
Seisuke Kano (叶成介?, Kanō Seisuke, Peter Kanou nell'anime)
Doppiato da: Takehito Koyasu (ed. giapponese)
Fratello di Kyōsuke. Gioca nel Milan.
Makoto Iguchi (井口 誠?, Iguchi Makoto)
Il portiere del Kokuryō. Gioca anche nella nazionale giovanile giapponese.
Yujiro Kamiyama (神山 雄二郎?, Kamiyama Yūjirō)
Il bomber del Kokuryō e rivale di Kyōsuke.
Minoru Fujimori (藤森稔?, Fujimori Minoru) e Kaoru Fujimori (藤森薫?, Fujimori Kaoru)
Doppiati da: Kōji Yusa (Minoru) e Daisuke Hirakawa (Kaoru)
Il duo di dinamici centrocampisti del Kokuryō. Membri del JYT. Famosi tra le ragazze per il loro aspetto.
Keisuke Narumi (成見圭介?, Narumi Keisuke)
Padre biologico di Kyosuke. Si sa poco di lui, era molto amico di Kano. Morto in un incidente d'auto. Deteneva il record per gol segnati nei campionati regionali, battuto da suo figlio Kyōsuke.
Mitsuki Narumi (鳴海光希?, Narumi Mitsuki)
Madre biologica di Kyosuke. Morta con il marito in un incidente d'auto.

## Media

### Manga
Il manga iniziò la serializzazione il 24 gennaio 2002 sulla rivista Weekly Shōnen Champion di Akita Shoten. Durante i primi due anni, la pubblicazione precedette a ritmo intermittente a causa degli impegni paralleli dell'autore Yōichi Takahashi con la terza serie di Capitan Tsubasa, Road to 2002, che lo costringe a lavorare a Hungry Heart sono nei periodi di pausa. Questa situazione portò a una cadenza annuale per i primi tre volumi tankōbon. Con il completamento di Road to 2002 nel febbraio 2004, Takahashi si dedicò esclusivamente a Hungry Heart, accelerando la produzione: i capitoli (circa 20 pagine ciascuno) iniziarono a uscire settimanalmente, riducendo significativamente gli intervalli tra i volumi. Le uniche interruzioni furono causate da eventi nazionali straordinari che sospesero temporaneamente la pubblicazione della rivista. La serie si concluse il 10 febbraio 2005. I capitoli sono stati raccolti in sei volumi tankōbon pubblicati dal 7 novembre 2002 all'8 aprile 2005.
In Italia il manga è stato pubblicato dal 16 febbraio al 18 luglio 2005 dalla Star Comics nella testata Techno. Il manga è inoltre pubblicato in Francia da Asuka e in Argentina da Editorial Ivréa.

#### Volumi
| Nº | Titolo italiano Giapponese 「Kanji」 - Rōmaji | Data di prima pubblicazione         | Data di prima pubblicazione |
| Nº | Titolo italiano Giapponese 「Kanji」 - Rōmaji | Giapponese                          | Italiano                    |
| 1  | Hungry Heart 1 「ハングリーハート1」 - Hangurii Haato 1 | 7 novembre 2002 ISBN 4-253-20375-2  | 16 febbraio 2005            |
| 1  | Capitoli - 001. Hungry Heart (ハングリーハート?, Hangurī Hāto) - 002. Cuori in movimento (動き出した心?, Ugokidashita kokoro) - 003. Una persona molto pericolosa... (超危険人物?, Chō kiken jinbutsu) - 004. L'essenza pura del calcio (素直な心で?, Sunaona kokoro de) - 005. Ricomincio da qui (ここから始まる?, Koko kara hajimaru) - 006. Titolari contro riserve (レギュラー組VS１年生組?, Regyurā-gumi VS 1-nensei-gumi) |                                     |                             |
| 1  | Trama Kyosuke Kano è un ragazzo ribelle e impulsivo appena iscrittosi al liceo Joyo Akanegaoka, nonché fratello del celebre calciatore del Milan Seisuke Kano. Stanco di essere paragonato al celebre fratello e complice la scoperta casuale di essere stato adottato, Kyosuke abbandona il calcio, non prima però di aver fatto squalificare la sua squadra dal campionato delle medie a causa di una rissa in campo, si tinge i capelli di arancione e diventa un teppista. Ricattato da una sua compagna di scuola, Miki, che minaccia di denunciarlo alla polizia per aver distrutto con una pallonata un semaforo, Kyosuke è costretto ad allenare la squadra di calcio femminile dell'istituto, di cui fa parte Miki. In questo modo si riappassiona gradualmente al calcio tanto da iscriversi al club maschile dell'istituto. Suoi compagni di squadra sono il centrocampista brasiliano Rodrigo e il portiere di origine inglese Koji Jefferson Sakai, altre due promettenti, seppur discontinue, matricole. |                                     |                             |
| 2  | Hungry Heart 2 「ハングリーハート2」 - Hangurii Haato 2 | 20 novembre 2003 ISBN 4-253-20376-0 | 16 marzo 2005               |
| 2  | Capitoli - 007. Una piacevolissima punizione (心地よい罰走?, Kokochiyoi bassō) - 008. Promossi titolari?! (レギュラー昇格！？?, Regyurā shōkaku!?) - 009. Kyosuke Kano, il difensore (DF 叶 恭介?, DF Kanō Kyōsuke) - 010. Il calcio è calcio (サッカーはサッカー?, Sakkā wa Sakkā) - 011. Io non scappo! (逃げない?, Nigenai) - 012. Regolamento di conti (清算?, Seisan) - 013. Il segreto di Kyosuke (恭介の秘密?, Kyōsuke no himitsu) |                                     |                             |
| 2  | Trama Il trio di matricole, seppur con qualche difficoltà a causa delle loro prestazioni discontinue, riesce a conquistare il posto da titolare nel corso del precampionato. Quando l'allenatore decide di schierarlo in difesa, Kyosuke non accetta la decisione in quanto ha sempre giocato in attacco avendo un tiro potentissimo, e decide di lasciare temporaneamente la squadra non volendo giocare fuori ruolo. Tuttavia, convinto dai compagni, cambia idea e si impegna nel migliorare le sue capacità difensive, facendo dei progressi. Tuttavia, a pochi minuti dal primo turno del campionato regionale liceale, l'allenatore comunica a Kano che tornerà a giocare in attacco. |                                     |                             |
| 3  | Hungry Heart 3 「ハングリーハート3」 - Hangurii Haato 3 | 2 settembre 2004 ISBN 4-253-20377-9 | 18 aprile 2005              |
| 3  | Capitoli - 014. Le vere intenzioni di mister Murakami (村上監督の真意?, Murakami kantoku no shin'i) - 015. Kyosuke l'attaccante (ＦＷ恭介?, FW Kyōsuke) - 016. All'inseguimento (追撃?, Tsuigeki) - 017. Un gol per il domani! (明日へのゴール?, Ashita e no Gōru) - 018. La provocazione dei campioni (王者の挑発?, Ōja no chōhatsu) - 019. La strada indicata dal fratellone (兄のレール?, Ani no Rēru) - 020. Un pensiero per mio fratello (兄への想い?, Ani e no omoi) - 021. Attenzione (注目?, Chūmoku) |                                     |                             |
| 3  | Trama Il debutto in campionato per il Joyo comincia in salita con gli avversari che, approfittando della cattiva giornata del trio di matricole, chiudono il primo tempo in vantaggio per 2-0. Nella ripresa, tuttavia, il Joyo riesce a rimontare imponendosi per 3-2 grazie alla riscossa del discontinuo trio, con Sakai che si riscatta per i due gol subiti per colpa sua con una parata fenomenale e un assist, Kyosuke che si rende utile anche in fase difensiva e che in attacco segna una tripletta, e Rodrigo che si mette in mostra con due assist. Al secondo turno Kyosuke viene provocato dagli avversari, in particolare dal suo marcatore che, con continui paragoni con Seisuke, spera che Kyosuke reagisca aggredendolo con conseguente espulsione. Kyosuke, tuttavia, riesce a controllarsi ignorando le provocazioni e segnando il gol del vantaggio. |                                     |                             |
| 4  | Hungry Heart 4 「ハングリーハート4」 - Hangurii Haato 4 | 9 dicembre 2004 ISBN 4-253-20378-7  | 18 maggio 2005              |
| 4  | Capitoli - 022. Cartellino rosso (レッドカード?, Reddo Kādo) - 023. Gratitudine (感謝の気持ち?, Kansha no kimochi) - 024. Giuramento per la finale (決勝への誓い！?, Kesshō e no chikai!) - 025. La finale! (決勝戦！?, Kesshōsen!) - 026. La strategia dei sei secondi (6秒作戦！?, 6-byō sakusen!) - 027. La potenza dei campioni (王者の実力！?, Ōja no chikara!) - 028. Attacco massiccio (猛攻！?, Mōkō!) - 029. Gli stupidi del calcio (サッカーバカ?, Sakkā baka) - 030. Team work (チームワーク?, Chīmuwāku) |                                     |                             |
| 4  | Trama Kyosuke continua a ignorare le provocazioni del suo marcatore, che, per ironia della sorte, viene espulso a causa di un fallo su Kano. La squadra supera così anche il secondo turno segnando sette reti. Il Joyo Akanegaoka, grazie ai dribbling di Rodrigo, alle parate di Sakai e ai gol di Kyosuke, arriva in finale del torneo regionale dove però viene sconfitto dal Kokuryo per 7-0. |                                     |                             |
| 5  | Hungry Heart 5 「ハングリーハート5」 - Hangurii Haato 5 | 8 febbraio 2005 ISBN 4-253-20379-5  | 17 giugno 2005              |
| 5  | Capitoli - 031. Il fenomeno paratutto (守護神?, Shugoshin) - 032. La prima vittoria! (初勝利！?, Hatsu shōri!) - 033. Estate-Autunno (parte prima) (叶恭介 高１――夏秋 (前編)?, Kanō Kyōsuke-kō 1 ―― Natsuaki (zenpen)) - 034. Estate-Autunno (parte seconda) (叶恭介 高１――夏秋 (後編)?, Kanō Kyōsuke-kō 1 ―― Natsuaki (kōhen)) - 035. Di nuovo in finale! (決戦再び！?, Kessen futatabi!) - 036. Siamo cresciuti! (成長のあと！?, Seichō no ato!) - 037. Defense line (ディフェンスライン?, Difensu Rain) - 038. Fioritura (開花！?, Kaika!) - 039. Contropiede (カウンター！?, Kauntā!) - 040. Calcio targato campioni nazionali (全国制覇モード?, Zenkoku seiha Mōdo) |                                     |                             |
| 5  | Trama L'anno successivo la squadra, allenandosi duramente, migliora e arriva di nuovo in finale. Nel frattempo i genitori adottivi di Kyosuke, ignari che questi aveva già scoperto di essere stato adottato, gli raccontano la verità svelandogli le circostanze dell'adozione e l'identità dei suoi genitori biologici: questi ultimi erano morti in un incidente stradale quando Kyosuke aveva solo un anno e, non essendoci alcun parente che potesse prendersi cura dell'orfano, i Kano, amici del padre (Keisuke), decisero di adottarlo. Kyosuke, dopo aver scoperto che il suo vero padre, Keisuke Narumi, aveva segnato una tripletta in ogni partita del campionato regionale scolastico, si pone l'obiettivo di eguagliare o battere tale record. La finale tra Joyo Akanegaoka e Kokuryo inizia con il dominio iniziale del Joyo che a sorpresa si porta subito in vantaggio di due gol. |                                     |                             |
| 6  | Hungry Heart 6 「ハングリーハート6」 - Hangurii Haato 6 | 8 aprile 2005 ISBN 4-253-20380-9    | 18 luglio 2005              |
| 6  | Capitoli - 041. Modulo a elle! ("Ｌ"作戦！?, "L" sakusen!) - 042. Senza alcun aiuto esterno! (孤立無援！?, Koritsu muen!) - 043. In svantaggio! (劣勢！?, Ressei!) - 044. Non rassegnatevi! (あきらめるな！?, Akirameru na!) - 045. Loss time (ロスタイム?, Rosu Taimu) - 046. Last chance (ラストチャンス?, Rasuto Chansu) - 047. Tempi supplementari! (延長戦！?, Enchō-sen!) - 048. Il quarto gol! (４点目！?, 4-ten-me!) - Epilogo. Oltre frontiera! (世界へ！?, Sekai e!) |                                     |                             |
| 6  | Trama Il Kokuryo non si arrende e con una nuova tattica accorcia le distanze nei minuti finali del primo tempo. Nella ripresa il Kokuryo domina e segna altri due gol portandosi così in vantaggio. Ma proprio a pochi secondi dal fischio finale il Joyo perviene a un insperato pareggio. Nei tempi supplementari Kano segna il golden goal. Grazie a una splendida quaterna di Kano il Joyo Akanegaoka vince il campionato regionale e si qualifica al campionato nazionale. A questo punto la storia del manga si conclude lasciando a un capitolo di "epilogo" il compito di riassumere gli avvenimenti successivi. Al campionato nazionale il Joyo viene eliminato dal Tenryu Gakuen. L'anno dopo però si prende la rivincita battendo proprio il Tenryu in finale e vincendo il campionato nazionale. Rodrigo, Sakai e Kyosuke vengono convocati nella nazionale juniores nipponica per giocare delle partite in Europa e Kyosuke viene notato da dei talent scout dell'Ajax che decide così di acquistarlo. Così Kyosuke diventa titolare di un club prestigioso e può partecipare alla Champions League dove affronta tra gli altri il Milan dove gioca il fratello Seisuke. |                                     |                             |

### Anime
La serie televisiva anime Hungry Heart Wild Striker è stata trasmessa in Giappone dall'11 settembre 2002 al 10 settembre 2003 sul canale Animax. L'anime in Italia è stato trasmesso per la prima volta sul canale satellitare Italia Teen Television con il titolo La squadra del cuore, senza censure, per poi approdare in chiaro nell'estate del 2008 su Italia 1, nella fascia oraria delle 18:00. Nel 2009 è stato infine replicato su Hiro.
I nomi dei personaggi sono stati cambiati per adattarsi ad un pubblico occidentale, quindi Kyosuke Kano è diventato Roy Kanou, Seisuke Kano Peter Kanou, Joyo Akanegaoka Orange Hill.
L'anime è stato esportato inoltre nel Regno Unito da Animax, in Francia da Mabell e in Spagna da Animax.
L'edizione italiana è curata da Ludovica Bonanome per Mediaset. Il doppiaggio è stato eseguito dalla SEDIF. Hungry Heart è quindi uno dei pochi anime che sono stati doppiati da Mediaset a Roma anziché a Milano, insieme ad Holly e Benji.

#### Sigla italiana
Nella trasmissione su Italia Teen Television venivano utilizzate le sigle giapponesi, mentre per quelle su Italia 1 e Hiro è stata utilizzata una sigla realizzata già nel 2003 (quindi 5 anni prima dell'utilizzo in TV), intitolata La squadra del cuore, composta da Max Longhi e Giorgio Vanni per la musica e scritta da Alessandra Valeri Manera per il testo, e cantata da Vanni.

##### Controversie
La sigla dell'anime Web Diver, composta da Cristiano Macrì, e realizzata un anno dopo, è stata accusata di essere un plagio della sigla de La squadra del cuore, dal momento che i ritornelli dei due brani sono praticamente identici. Per rimediare a ciò, RTI Music ha deciso di accreditare la sigla di Web Diver anche a Longhi ed a Vanni.
Inoltre, Longhi e Vanni hanno realizzato una nuova versione della sigla de La squadra del cuore con un nuovo ritornello, la quale è stata pubblicata su disco. Tuttavia, in TV è stata trasmessa la vecchia versione con il ritornello somigliante a quello della sigla di Web Diver.

## Confronto conCapitan Tsubasa
Yoichi Takahashi usò in questa serie la stessa formula che usò nel suo fortunatissimo Capitan Tsubasa, ma in modo meno esagerato. Come in Capitan Tsubasa, ha incluso un personaggio di origini brasiliane e un altro personaggio di origini europee. A differenza di Capitan Tsubasa i calciatori non utilizzano nessuna tecnica speciale e inverosimile come il Drive Shot (o tiro a effetto) di Tsubasa Ozora (Oliver Hutton) o il Tiger Shot (o tiro della tigre) di Kojiro Hyuga (Mark Lenders). Oltretutto anche il gioco è più tecnico e meno acrobatico, in quanto i salti, a differenza di Capitan Tsubasa, non sono alti numerosi metri bensì pochi metri, al massimo poco sopra la traversa e il pallone che si ovalizza è usato molto meno. A differenza poi della Nankatsu (la squadra dove gioca Tsubasa nella prima serie, conosciuta in Italia anche con il nome di New Team), che vince sempre, il Jyoyo qualche volta perde, anche nelle partite finali e quindi l'esito delle varie partite è meno scontato. Inoltre, il Milan e l'Ajax hanno concesso l'uso del loro nome in questo anime. Ci sono varie marche come Puma, Nike e Sony.